# Pristan
Pristanul este un alcan terpenic regăsit în principal în uleiul de ficat de rechin, de unde provine și denumirea sa (latină: pristis înseamnă „rechin”). Se mai găsește în uleiul stomacal al unor păsări din ordinul Procellariiformes și în uleiuri minerale. Pristanul și fitanul sunt utilizați în geologie și știința mediului ca biomarkeri de caracterizare a originii și evoluției hidrocarburilor din petrol și a gudroanelor.